# Intel 80386
Intel 80386，是英特尔（Intel）公司的一款x86系列CPU，最初发布于1985年10月17日。
80386处理器被广泛应用在1980年代中期到1990年代中期的IBM PC兼容机中。这些PC被称为“80386电脑”或“386电脑”，有时也简称“80386”或“(i)386”。
80386的广泛应用，将PC从16位元时代带入了32位元时代。80386的强大运算能力也使PC机的应用领域得到極多扩展，商业办公、科学计算、工程设计、多媒体处理等应用得到迅速发展。
CPU的快速演進，在1990年代後期使用80386的個人電腦已相當罕見，但因可應用於嵌入式系統、工業電腦及航天等用途，英特爾公司仍持續生產此CPU產品，直到2007年才停產。

## 介绍
80386的重要特点是：
1. 首次在x86处理器中实现了32位元系统（IA-32）。
2. 可配合使用80387数字輔助處理器增强浮点运算能力。
3. 首次采用高速缓存（外置）解决内存速度瓶颈问题。

由于这些设计，80386的运算速度达到了前代产品80286的数倍。 
80386DX的内部和外部資料匯流排是32位元，位址匯流排也是32位元，可以寻址到4GB記憶體，并可以管理64TB的虚拟存储空间。
80386有三种工作模式：真實模式、保护模式、虚拟86模式。真實模式为DOS系统的常用模式，直接内存访问空间被限制在1M字节；保护模式下80386-DX可以直接访问4G字节的内存，并具有异常处理机制；虚拟86模式可以同时模拟多个8086处理器来加强多工处理能力。　  
初期推出的80386 DX处理器集成了大约27.5万个晶体管，工作频率为12.5MHz。此后80386处理器逐步提高到20MHz、25MHz、33MHz直至最后的40MHz。
80386的后续替代产品80486于1989年问世。

## 型号之分
- 80386-DX：主流版本。内部和外部資料匯流排都是32 位，位址匯流排也是32位。
- 80386-SX：1988年末推出的廉价版本。外部資料匯流排16位，位址匯流排24位，与80286相同，从而方便80286电脑的升级。由于内部的32位结构及其他优化设计，80386-SX性能仍大大优于80286，而价格只相当于80386-DX的三分之一，因而很受市场的欢迎。与之相配的數學輔助處理器型号为80387-SX。
- 80386-SL：1990年推出的低功耗版本，基于80386-SX。增加了系统管理方式（SMM）工作模式，具有电源管理功能，可以自动降低运行速度乃至休眠状态以实现节能。
- 80386-DL：1990年推出的低功耗版本，基于80386-DX。与80386-SL类似。

## 兼容厂商

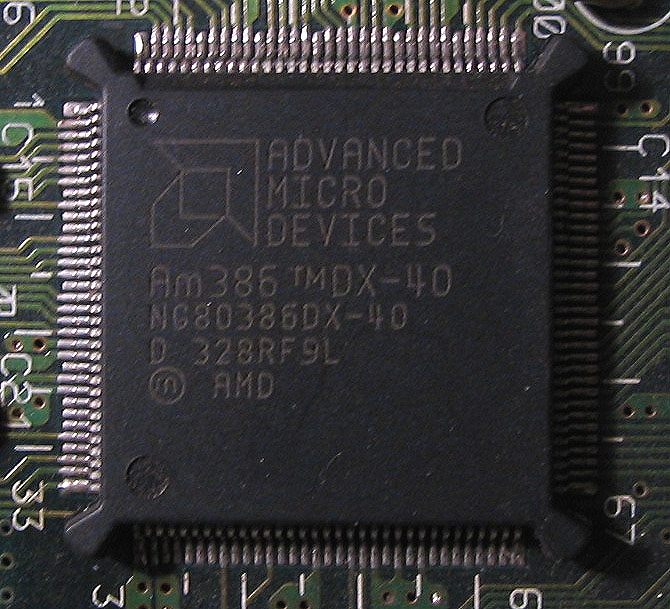
AMD 推出的Am386DX-40微處理器

80286之前，各CPU厂家基本按照自有标准进行开发。从80386开始，逐渐有兼容厂商推出x86的兼容处理器，这在80486之后表现得尤其明显。
在80386时期，AMD和IBM推出了兼容CPU：
- AMD Am386SXLV/Am386DXLV：低电压处理器，性能与英特尔的80386DX相差无幾，也是当时的主流产品之一。
- IBM 386SLC：在80386SX的基础上内置Cache，同时包含80486-SX指令集。由IBM研发，英特尔代工生产。